# Brockbusch
Koordinaten: 51° 37′ 46″ N, 8° 17′ 46″ O
Der Brockbusch ist ein 45 ha großes Naturschutzgebiet (NSG) im Ortsteil Stirpe der Gemeinde Erwitte im Kreis Soest in Nordrhein-Westfalen. Das NSG wurde 1990 ausgewiesen (derzeitige Verordnung terminiert bis 2031). 

## Gebietsbeschreibung
Bei dem NSG mit der Kennung SO-026 handelt es sich um einen als Brockbusch bekannten Flattergras-Buchenwald und Eichen-Hainbuchenwald im nördlichen Gebiet des Ortsteils Stirpe, inmitten von landwirtschaftlichen Nutzflächen. Im nordwestlichen Bereich des NSG befindet sich mit dem Feuchtgebiet der Steinbecke (=Steinbach) ein Ringwallgraben einer ehemaligen Burg.  

## Schutzzweck
Neben der Erhaltung eines Naturraums inmitten der intensiv genutzten Hellwegbörde dient das NSG insbesondere dem Schutz von Rotmilan, Kammmolch sowie verschiedenen Fledermausarten.